# Coelotrypes ripleyi
Coelotrypes ripleyi es una especie de insecto del género Coelotrypes de la familia Tephritidae del orden Diptera.

## Historia
Munro la describió científicamente por primera vez en el año 1933.